# مونو (ترانه)
«مونو» (به انگلیسی: Mono) نخستین تک‌آهنگ از کورتنی لاو می‌باشد که به‌عنوان یک خوانندهٔ تنها منتشر نموده‌است. این تک‌آهنگ یک هفته پس از انتشار آلبوم مادر عزیزکردهٔ آمریکا منتشر گردید، اما تحت‌الشعاع مشکلات شخصی کورتنی لاو قرار گرفت –به‌ویژه اعتیاد به مواد مخدر و مسائل حقوقی او – و در نتیجه، از نظر تجاری با شکست مواجه شد. همچنین یک موزیک‌ویدیوی تبلیغاتی برای این ترانه ساخته شد.